# Мэгги Симпсон
Ма́ргарет Ленни «Мэ́гги» Си́мпсон (англ. Margaret Lenny “Maggie” Simpson) — персонаж мультсериала «Симпсоны». Впервые появилась на телевидении в шоу Трейси Ульман, в короткометражке Good Night 19 апреля 1987 года. Мэгги была придумана и разработана карикатуристом Мэттом Грейнингом, пока он ждал встречи с Джеймсом Л. Бруксом. Названа в честь младшей сестры Грейнинга. После появления в шоу Трейси Ульман, через три года семья Симпсонов получила собственный сериал на телеканале Fox, дебют произошёл 17 декабря 1989 года.
Мэгги — младшая дочь Гомера и Мардж, младшая сестра Барта и Лизы. Она часто ходит, спотыкаясь о свою одежду и падает (это было фирменной шуткой и часто использовалось в ранних сезонах). Будучи ребёнком, Мэгги не может говорить (хотя в шоу Трейси Ульман у неё были реплики). Таким образом, она является наименее заметным членом семьи Симпсонов.
Хотя она редко говорит, она часто сосёт свою соску, и это чмоканье стало ассоциироваться с персонажем. Её чмоканье озвучивают создатель шоу Мэтт Грейнинг и продюсер Габора Чупо. Другие «слова» Мэгги в настоящее время озвучивает Нэнси Картрайт, но она также была озвучена приглашёнными звёздами, такими как Джеймс Эрл Джонс, Элизабет Тейлор и Джоди Фостер, и постоянными актёрами озвучания Ярдли Смит и Гарри Ширер. Мэгги появлялась в различных медиа, связанных с «Симпсонами», в том числе в видеоиграх, в фильме «Симпсоны в кино», в аттракционе The Simpsons Ride, в рекламных роликах и комиксах, а также вдохновила целую линию товаров.

## Роль в «Симпсонах»
Время в «Симпсонах» течёт таким образом, что персонажи сериала не стареют, хотя предполагается, что события в шоу происходят в текущем году. Некоторые эпизоды привязаны к конкретным датам, но в разных эпизодах хронология предшествующих событий может быть противоречивой. Мэгги — младшая дочь Гомера и Мардж и младшая сестра Барта и Лизы. Когда Мардж была беременна Бартом, она и Гомер поженились в часовне в Лас-Вегасе. Чтобы обеспечить будущую семью Гомер устроился на работу на Спрингфилдскую АЭС, произведя впечатление на её владельца, мистера Бёрнса, своей склонностью к послушанию. Когда через два года Мардж была беременна Лизой, они с Гомером купили дом. Ещё шесть лет спустя Гомер почувствовал себя достаточно материально обеспеченным, чтобы, наконец, бросить работу на электростанции и устроиться на работу мечты в Bowlarama у Барни («And Maggie Makes Three»). Но когда Мардж забеременала Мэгги, их с Гомером средств перестало хватать и ему пришлось вернуться на прежнюю работу. К появлению Мэгги на свет, Гомер впал в депрессию, но рождение дочери придало его жизни новый смысл.
В первых сезонах шоу Мэгги, пытаясь ходить, часто спотыкалась о свою одежду, со стуком падая лицом вниз, но в последующих сезонах это случалось реже. Она очень любит свою соску, которую постоянно сосёт.
Некоторые действия Мэгги наводят на мысль, что она вундеркинд. Она составила формулу из теории относительности — {\displaystyle E=mc^{2}} — из детских кубиков, угнала автомобиль Гомера, сбежала из детского сада Спрингфилда, написала своё имя на волшебном экране, играла в интернет-покер. Однако другие члены семьи не замечают подобных проявлений интеллекта. Мэгги хорошо осознаёт происходящее вокруг неё и часто подражает действиям окружающих. Она хорошо умеет использовать подручные средства: однажды ударила Гомера по голове киянкой и бросила дротик для игры в дартс в его фотографию, подражая Щекотке и Царапке. Несмотря на свой возраст Мэгги — отличный стрелок, как видно из серии «Who Shot Mr. Burns?», где она стреляет в мистера Бёрнса из упавшего ей в руки пистолета, а также из серии «Poppa’s Got a Brand New Badge», где она быстро перестреляла шайку бандитов из винтовки, которую, по-видимому, прячет в своей кроватке.
Мэгги обычно пугают и раздражают попытки Гомера наладить с ней более тесный контакт, но несколько раз она спасала жизнь своему отцу — когда он чуть не утонул, когда его хотели застрелить мафиози и Рас Кэргилл, руководитель Агентства по охране окружающей среды, когда его пытался похитить водитель эвакуатора.

## Персонаж

### Создание

Мэгги во время её первого появления в шоу Трейси Ульман в короткометражке Good Night

Мэтт Грейнинг впервые придумал Мэгги, как и остальную семью Симпсонов, в 1986 году в холле офиса Джеймса Л. Брукса. Грейнинг был приглашён для создания серии короткометражных мультфильмов для шоу Трейси Ульман. Он намеревался представить адаптацию своего комикса «Жизнь в аду». Но поняв, что создание анимированной версии комикса потребует отказа от авторских прав, Грейнинг решил пойти в другом направлении, и наспех набросал свою версию неблагополучной семьи и назвал героев в честь членов собственной семьи. Ребёнок из этой семьи по имени Мэгги бы назван в честь младшей сестры Грейнинга. Мэгги дебютировала с остальной частью семейства Симпсонов 19 апреля 1987 года в короткометражке Good Night. В 1989 году короткометражки были адаптированы в получасовой мультсериал «Симпсоны», который стал выходить на телеканале Fox. Мэгги и остальные члены семьи остались главными героями этого нового шоу.
Каждый из Симпсонов получил свой узнаваемый силуэт. Вся семья была нарисована на скорую руку, поскольку Грейнинг имел мало времени и представил для аниматоров только эскизы, предполагая, что они их обработают; вместо этого, они просто перерисовали его рисунки. Черты внешности Мэгги не использовалась для создания других персонажей. Единственное сходство есть только с Лизой, у девочек одинаковые причёски. Грейнинг объяснил это тем, что при создании Мэгги и Лизы у него «не было мысли о причёсках девочек». В то время Грейнинг создал чёрно-белые рисунки и при создании Лизы и Мэгги, он «просто дал им прическу в виде колючей морской звезды, не задумываясь над тем, что они должны быть нарисованы в цвете».
Грейнинг подумал, что было бы забавно создать ребёнка-персонажа, который не говорит и не растёт, но может продемонстрировать любые эмоции в зависимости от требований сценария. Основным комедийным приёмом персонажа Мэгги является её склонность постоянно спотыкаться и приземлиться на лицо при попытке ходьбы, и склонность сосать соску, звук которой стал своеобразным эквивалентом коронной фразы, что было изначально придумано Грейнингом в период шоу Трейси Ульман. В первых сезонах шоу Мэгги сосала соску во время диалогов других персонажей, но продюсеры сочли это слишком отвлекающим.

### Голос
За небольшим исключениям Мэгги никогда не говорит, но участвует в событиях, используя жесты и мимику. Первые слова Мэгги были сказаны в Good Night, первой короткометражке в шоу Трейси Ульман, после того, как семья заснула. В этом случае Лиз Жорж озвучила Мэгги.
Хоть Мэгги и не говорит, она хорошо известна своим характерным чмоканьем, раздающимся при сосании соски. Этот звуковой эффект был изначально придуман создателем шоу Мэттом Грейнингом, во время трансляции первых эпизодов в шоу Трейси Ульман, и его озвучил Габор Чупо (который также был исполнительным анимационным продюсером в течение первых 60 серий). Этот звук слышен во всех эпизодах с Мэгги на сегодняшний день, и монтируется либо из аудиоархива Грейнинга, либо из первых записей Чупо для ранних эпизодов сериала. Кроме звука сосания соски Мэгги также издаёт и другие звуки, например иногда плачет или лепечет. В большинстве случаев эти возгласы озвучивают либо Нэнси Картрайт, либо Ярдли Смит.
Хотя Мэгги говорит в сценах, обыгрывающих фантазии или мечты персонажей, Мэгги говорит своё первое слово, в обычной временной линии сериала, в серии «Lisa’s First Word», когда она была озвучена Элизабет Тейлор. Хотя это было только одно слово — «папа» (англ. «daddy») — Тейлор пришлось записать его много раз, прежде чем продюсеры остались довольны. Джеймс Эрл Джонс озвучивал Мэгги в эпизоде Treehouse of Horror V. Позже реплики Мэгги для небольшого монолога в серии «Treehouse of Horror IX» были озвучены Гарри Ширером, использовавшим голос, которым он озвучивает Кэнга. В ранних эпизодах Ярдли Смит озвучивает Мэгги когда та пищит, плачет, смеётся и прочее, но затем делала Нэнси Картрайт (в том числе одно единственное слово, произнесённое во время финальных титров фильма «Симпсоны в кино»). Мэгги в образе Говарда Рорка, появившаяся в 20 сезоне в эпизоде «Four Great Women and a Manicure», была озвучена Джоди Фостер.
В некоторых сериях, когда показаны «Симпсоны в будущем» («Lisa’s Wedding, Bart to the Future», «Future-Drama», «Holidays of Future Passed», «Days of Future Future»), хотя Мэгги и показана повзрослевшей, но в качестве гэга в этих эпизодах она никогда не говорит и голоса актёров не используются. В серии 29 сезона «Flanders’ Ladder», показано что Мегги стала «галактикой» и написано, что она «не умрёт никогда».

## Отзывы

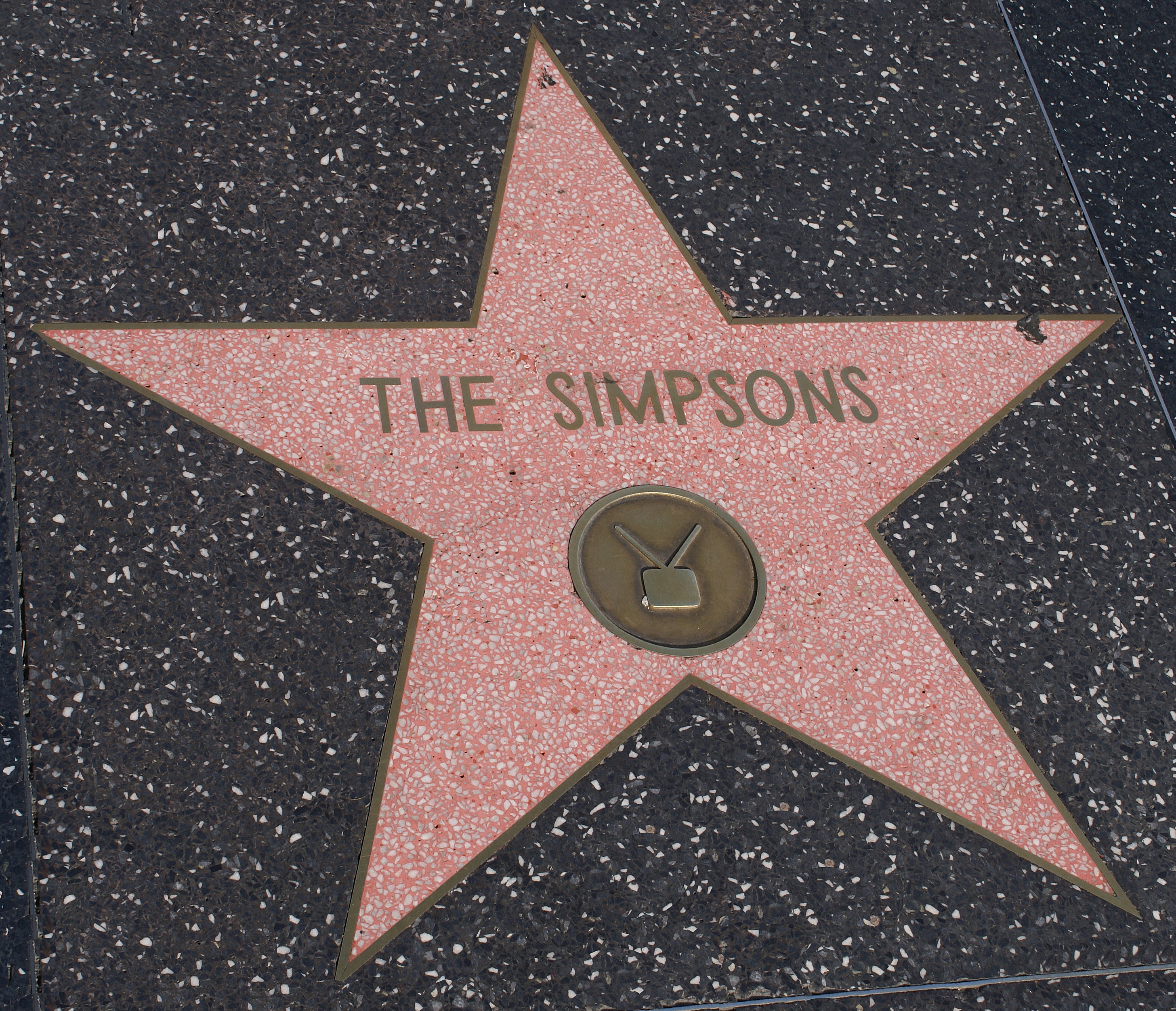
В 2000 году, Мэгги, вместе с остальными членами семьи, была удостоена звезды на голливудской аллее Славы

Нэнси Бэзиль из About.com сказала, что её любимые сцены с участием Мэгги те, которые показывают, что она ведёт себя скорее как взрослая, а не как годовалый ребёнок. Среди её любимых сцены из эпизодов «Sweet Seymour Skinner’s Baadasssss Song» и «Lady Bouvier’s Lover», где Мэгги встречает своего заклятого врага однобрового ребёнка Джеральда, и одна сцена из «Itchy & Scratchy: The Movie», в котором Барт должен присматривать за Мэгги, но она сбегает и угоняет машину Гомера. Базиль также добавила, что «когда Мэгги смотрит Счастливых Эльфов или падает, она самый симпатичный ребёнок в семье Симпсонов». Комик Рики Джервейс назвал эпизод «And Maggie Makes Three» его вторым любимым эпизодом в шоу и сказал, что сцена в конце, где Гомер помещает фотографии Мэгги над своим столом «заставляет подступать комок к горлу, когда думаешь об этом». Тодд Эверетт из Variety назвал сцену из «Lisa’s First Word», где Мэгги произносит своё первое слово, «заставляющее растаять ваши сердца».
В 2006 году Элизабет Тейлор получила тринадцатую позицию в списке IGN «Топ-25 приглашённых звёзд в Симпсонах» за озвучивание роли Мэгги в эпизоде« Lisa’s First Word». Джеймс Эрл Джонс, голос Мэгги в «Tree house of Horror V», получил седьмую строчку в этом списке. В 2000 году на голливудской «Аллее Славы» появилась звезда семьи Симпсонов, в том числе Мэгги.

## Продвижение
Четыре детские книги, написанные Мэгги Грейнинг (в честь которой и была названа Мэгги) и проиллюстрированные Мэттом Грейнингом, под названием Maggie Simpson’s Book of Animals, Maggie Simpson’s Counting Book, Maggie Simpson’s Book of Colors and Shapes и Maggie Simpson’s Alphabet Book  были выпущены 12 сентября 1991 года. С изображениями Мэгги выпускаются и другие товары: куклы, плакаты, фигурки, пазлы, футболки. Фигурка Мэгги была создана для линии игрушек Мир Спрингфилда, также был выпущен игровой набор «Гостиная», представляющий Мэгги и Мардж в интерьерах гостиной дома Симпсонов. Мэгги также появлялась в рекламе Burger King, Butterfinger, C.C. Lemon, Domino’s Pizza, Рамада и Subway.
Младшая дочь Симпсонов появляется и в других медиа, созданных по мотивам сериала. Она является персонажем во всех видеоиграх, разработанных на основе Симпсонов, включая The Simpsons Game. Наряду с сериалом Мэгги регулярно появляется в комиксах по Симпсонам, которые были впервые опубликованы 29 ноября 1993 года и выходят ежемесячно. Мэгги также присутствует в аттракционе The Simpsons Ride, открытом в 2008 году в двух парках развлечений, в Орландо (Флорида) и в Голливуде. Кроме этого она стала главным героем 3D короткометражки Симпсоны: Мучительная продлёнка, которую показывали в кинотеатрах перед мультфильмом Ледниковый период 4: Континентальный дрейф в 2012 году.
9 апреля 2009 года государственная почтовая служба США выпустила серию из пяти марок стоимостью 44 цента с изображениями Мэгги и четырёх других членов семьи Симпсонов. Они стали первыми персонажи телесериала, которые получили такое признание до завершения шоу. Эти марки, разработанные Мэттом Грейнингом, поступили в продажу 7 мая 2009 года. По данным почтовой службы марка с изображением Мэгги была самой популярной из всей серии.